# María Esther Gamas
María Esther Gamas (Rosario, Santa Fe, 21 de abril de 1910-Buenos Aires, 21 de septiembre de 2006) fue una actriz, cancionista y vedette argentina.

## Biografía
Hija de la chilena Margarita Gamas, que incursionó como actriz; y de un emigrante gallego de Santiago de Compostela, debutó en su niñez participando en varios espectáculos de sainete con gran repercusión. Arribó con su familia a Buenos Aires durante su juventud cuando ocurrió una epidemia de malaria en su ciudad natal.
Integrando la compañía de revistas del teatro Domingo Faustino Sarmiento, durante una gira por Europa fue convocada toda la troupe en 1931 para incursionar en el filme Las luces de Buenos Aires, rodada en los Estudios Paramount de Francia. El elenco estaba integrado además por el popular cantante Carlos Gardel, Gloria Guzmán, Sofía Bozán, Pedro Quartucci y la orquesta de Julio de Caro. La crítica cinematográfica la definió como una comedia musical ágil y atrayente. Fue estrenada en Argentina el 23 de septiembre del mismo año en el cine Capitol (ahora rebautizado).
Asentada nuevamente en Buenos Aires fue parte de innumerables obras teatrales de revista porteña en las que -según las palabras de su hija María Rosa Fugazot- prefirió ser llamada bataclana antes que vedette  y compartió cartel con cómicos como FLOP-Florencio Parravicini, Luis Arata y Pepe Arias. En 1932 intervino en la película muda Consejo de tango, de Luis Moglia Barth, que encabezó junto a Carlos Vivanco. A pesar de que nunca cumplió roles protagónicos, se destacó igualmente por su gracia y simpatía a lo largo de su carrera artística de cincuenta años.
Acompañó a Pepita Muñoz y Arturo García Buhr en Bajo la Santa Federación (1935), aún no sonorizada y bajo la dirección de Daniel Tinayre. Luego participó en su primer filme sonoro, el cual se tituló Riachuelo, producida por Argentina Sono Film (SACI) y protagonizada por Luis Sandrini. Reconocida como vedette, posteriormente se lució en todos los géneros: fue parte de comedias como Los locos del cuarto piso (1937), con Perla Mary; Hogar, dulce hogar (1941), con la protagonización estelar de Olinda Bozán y En la luz de una estrella (1941), de Enrique Santos Discépolo. En el drama, se la pudo apreciar con menos frecuencia, pero aun así participó del reparto de Pampa bárbara (1945, donde encarnó a una mujer morena), de rotundo éxito y con guion de Homero Manzi; e Inspiración (1946), con María Concepción César.
Con Mario Fortuna y con Carlos Castro "Castrito" formó recordados rubros. Integró los éxitos de Francisco Canaro en los musicales Rascacielos, Ponchos argentinos, Mar de amores y Tangolandia. En 1945 conoció a Narciso Ibánez Menta, quien la convenció de acompañarlo en la obra teatral Sangre negra. También se desempeñó como cantante de tangos y milongas. En 1948 filmó en España con Miguel de Molina y dirigida por Florián Rey en La cigarra, en la cual intervino también Imperio Argentina.
Entre 1950 y 1953 actuó en 8 películas, adquiriendo popularidad. De sus actuaciones en esta década se destacan El ladrón canta boleros, con Mario Clavel; y Mi noche triste, de Lucas Demare. Sin embargo, sus actuaciones cinematográficas se redujeron considerablemente, llegando a destacarse en películas de gran repercusión como Ritmo, sal y pimienta y Suegra último modelo, de Carlos Torres Ríos y Enrique Carreras respectivamente. Con Zully Moreno, hizo audiciones en Radio El Mundo tituladas Estrellas al mediodía, de 1951.
Dedicándose exclusivamente al medio teatral, en 1962 realizó una labor en Señorío en el Teatro Avenida y secundó a Tincho Zabala en una revista musical de Marcos Bronenberg llevada a cabo en el Teatro Solís. En aquel año obtuvo notoriedad con la pieza teatral Se avecina la elección, ¿habrá otra vez proscripción?, montada en el Solís. Tras un largo período de inactividad, retornó al espectáculo con dos películas: Amor libre y Los muchachos de antes no usaban gomina, ambas de 1969. En 1971 enviudó y en 1976 cumplió un pequeño papel en Los chicos crecen, que se convirtió en su último trabajo en el espectáculo ya que continuamente decidió retirarse.
En la década de 1990, considerada ya una de las últimas sobrevivientes del cine mudo y el teatro de los años 1930, fue requerida por diversos medios gráficos y rindió variadas entrevistas. Sobre Gardel, expresó: "Lo conocí de jovencita, cuando fui a verlo al cine Suipacha. Después trabajé con él: buena gente, una dulzura, un trato cordial y amable. Todas las chicas dejaban lo que estaban haciendo y se le iban encima, lo arrinconaban... y él era feliz". En 1999 el Instituto Nacional de Teatro le rindió un homenaje junto a Jorge Luz en el Teatro Regina, de la Casa del Teatro. Retirada hacía 30 años de la actividad, residía en su domicilio de Capital Federal junto a su hija. Falleció a los 96 años el 21 de septiembre de 2006 tras una larga enfermedad.

## Familia
Su madre apareció en una sección del filme Luces de Buenos Aires, su hermano fue el bailarín y coreógrafo Rafael Gamas y su hermana la actriz Rosa Gamas. Su cuñado fue el gran actor Gogó Andreu y su concuñado Tono Andreu. También está relacionada familiarmente con Alberto Anchart, Betty Flores y Angélica y Marqueza Anchart. Su sobrina nieta es Camila Gamas.
Estuvo casada con el músico Roberto Fugazot, con quien tuvo a su única hija: la actriz María Rosa Fugazot, quien se casó con César Bertrand y tuvo a su hijo René Bertrand, actor y director.

## Filmografía
| Año  | Película                                |
| ---- | --------------------------------------- |
| 1931 | Las luces de Buenos Aires               |
| 1932 | Consejo de tango                        |
| 1934 | Riachuelo                               |
| 1934 | Bajo la santa Federación                |
| 1937 | Los locos del cuarto piso               |
| 1941 | Hogar, dulce hogar                      |
| 1941 | En la luz de una estrella               |
| 1941 | Cuando canta el corazón                 |
| 1945 | Pampa bárbara                           |
| 1946 | Inspiración                             |
| 1946 | Adiós pampa mía                         |
| 1950 | El ladrón canta boleros                 |
| 1950 | A La Habana me voy                      |
| 1950 | La fuerza ciega                         |
| 1950 | El zorro pierde el pelo                 |
| 1951 | Ritmo, sal y pimienta                   |
| 1951 | La mujer del león                       |
| 1952 | Mi noche triste                         |
| 1953 | Suegra último modelo                    |
| 1969 | Los muchachos de antes no usaban gomina |
| 1969 | Amor libre                              |
| 1976 | Los chicos crecen                       |